# Cosmoscarta contigua
Cosmoscarta contigua är en insektsart som beskrevs av Victor Lallemand 1927. Cosmoscarta contigua ingår i släktet Cosmoscarta och familjen spottstritar. Inga underarter finns listade i Catalogue of Life.